# Kế hoạch tài chính

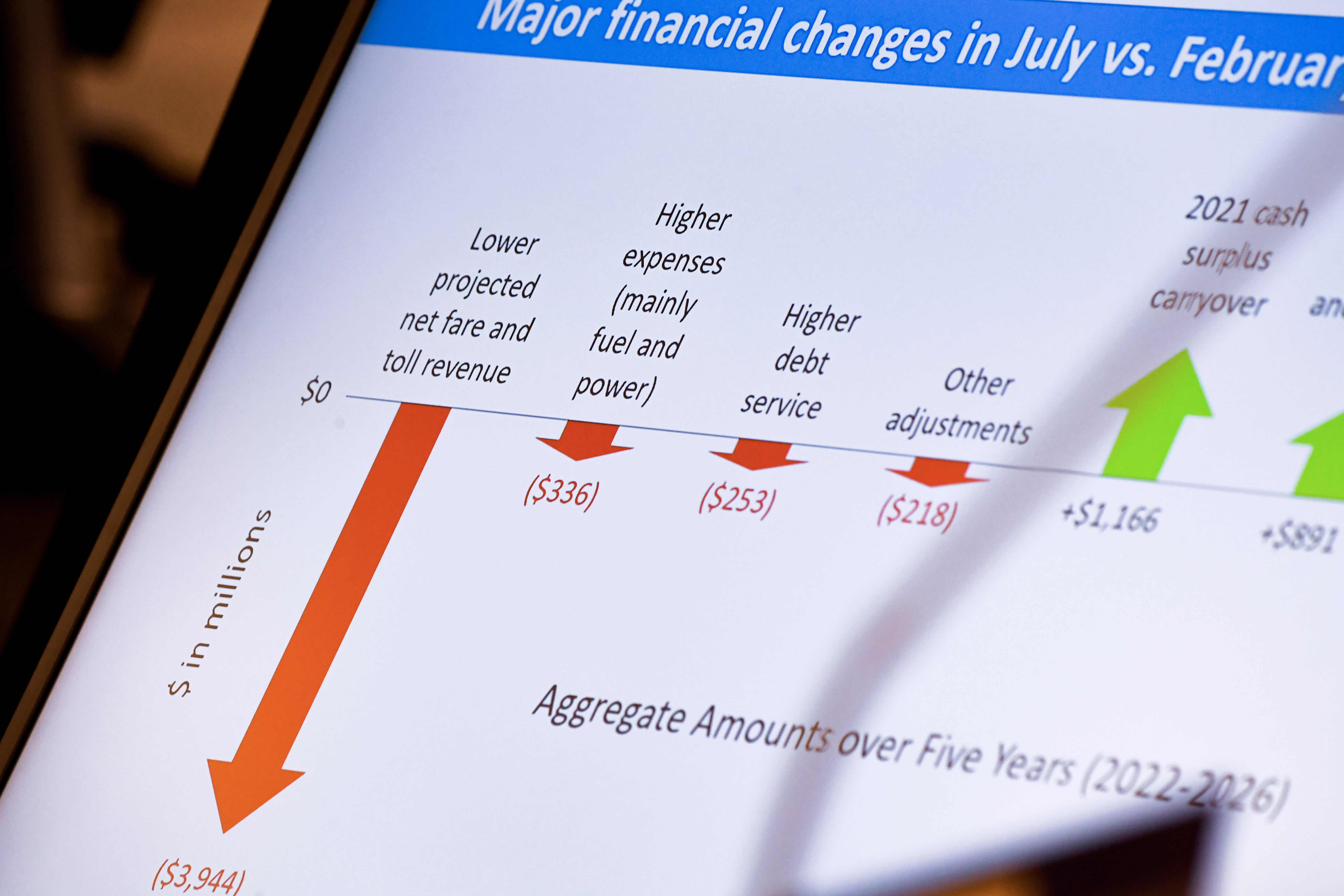
Một bản kế hoạch tài chính

Kế hoạch tài chính (Financial plan) là sự đánh giá toàn diện về mức lương hiện tại và tình trạng tài chính trong tương lai của một cá nhân bằng cách sử dụng các biến số hiện tại đã biết để dự đoán thu nhập cá nhân, giá trị tài sản và kế hoạch rút tiền trong tương lai. Kế hoạch tài chính là một phần của quản lý tài chính, thường bao gồm việc tổ chức quản lý túi tiền (ngân quỹ) của một cá nhân và đôi khi bao gồm một loạt các bước hoặc mục tiêu cụ thể để chi tiêu và tiết kiệm trong tương lai. Kế hoạch này phân bổ thu nhập trong tương lai cho nhiều loại chi phí khác nhau, chẳng hạn như tiền thuê nhà hoặc sử dụng dịch vụ tiện ích, đồng thời dành một phần thu nhập để tiết kiệm ngắn hạn và dài hạn. Kế hoạch tài chính đôi khi được gọi là kế hoạch đầu tư, nhưng trong tài chính cá nhân, kế hoạch tài chính có thể tập trung vào các lĩnh vực cụ thể khác như quản lý rủi ro, bất động sản, học phí đại học hoặc chuẩn bị cho giai đoạn hưu trí.
Trong kinh doanh, "dự báo tài chính" hoặc "kế hoạch tài chính" cũng có thể đề cập đến dự báo thu nhập và chi phí hàng năm cho công ty, bộ phận hoặc bộ phận  Cụ thể hơn, kế hoạch tài chính cũng có thể đề cập đến ba loại báo cáo gồm: báo cáo tài chính (bảng cân đối kế toán, báo cáo thu nhập và báo cáo lưu chuyển tiền tệ) được lập trong kế hoạch kinh doanh. Kế hoạch tài chính cũng có thể là ước tính nhu cầu tiền mặt và quyết định về cách huy động tiền mặt, chẳng hạn như thông qua vay nợ (đòn bẩy tài chính) hoặc phát hành thêm cổ phiếu trong một công ty. Lưu ý rằng kế hoạch tài chính khi đó có thể hàm chứa báo cáo tài chính tương lai, tương tự nhưng khác với báo cáo của ngân sách. Kế hoạch tài chính là sự kết hợp của các báo cáo tài chính riêng và phản ánh tất cả các loại giao dịch (hoạt động, chi phí và đầu tư) theo thời gian. Sách giáo khoa được sử dụng trong các trường đại học cung cấp các khóa học liên quan đến lập kế hoạch tài chính cũng thường không định nghĩa thuật ngữ kế hoạch tài chính.

## Doanh nghiệp
Kế hoạch tài chính là toàn bộ tổng quan về kế toán tài chính của một công ty. Kế hoạch tài chính hoàn chỉnh bao gồm tất cả các kỳ và loại giao dịch. Đó là sự kết hợp của các báo cáo tài chính độc lập chỉ phản ánh tình trạng quá khứ, hiện tại hoặc tương lai của công ty. Kế hoạch tài chính là tập hợp các báo cáo tài chính trong quá khứ, hiện tại và tương lai, chẵng nạn như một khoản chi phí tốn kém (trong quá khứ và hiện tại) từ một vấn đề hoạt động thường được trình bày trước khi phát hành báo cáo tài chính tương lai đề xuất giải pháp cho vấn đề hoạt động nói trên. Sự nhầm lẫn xung quanh thuật ngữ "kế hoạch tài chính" có thể xuất phát từ thực tế là có nhiều loại báo cáo tài chính. Báo cáo tài chính riêng thể hiện kết quả tài chính trong quá khứ, hiện tại hoặc tương lai. Cụ thể hơn, báo cáo tài chính cũng chỉ phản ánh những danh mục cụ thể có liên quan. Ví dụ, hoạt động đầu tư không được trình bày đầy đủ trong bảng cân đối kế toán. 

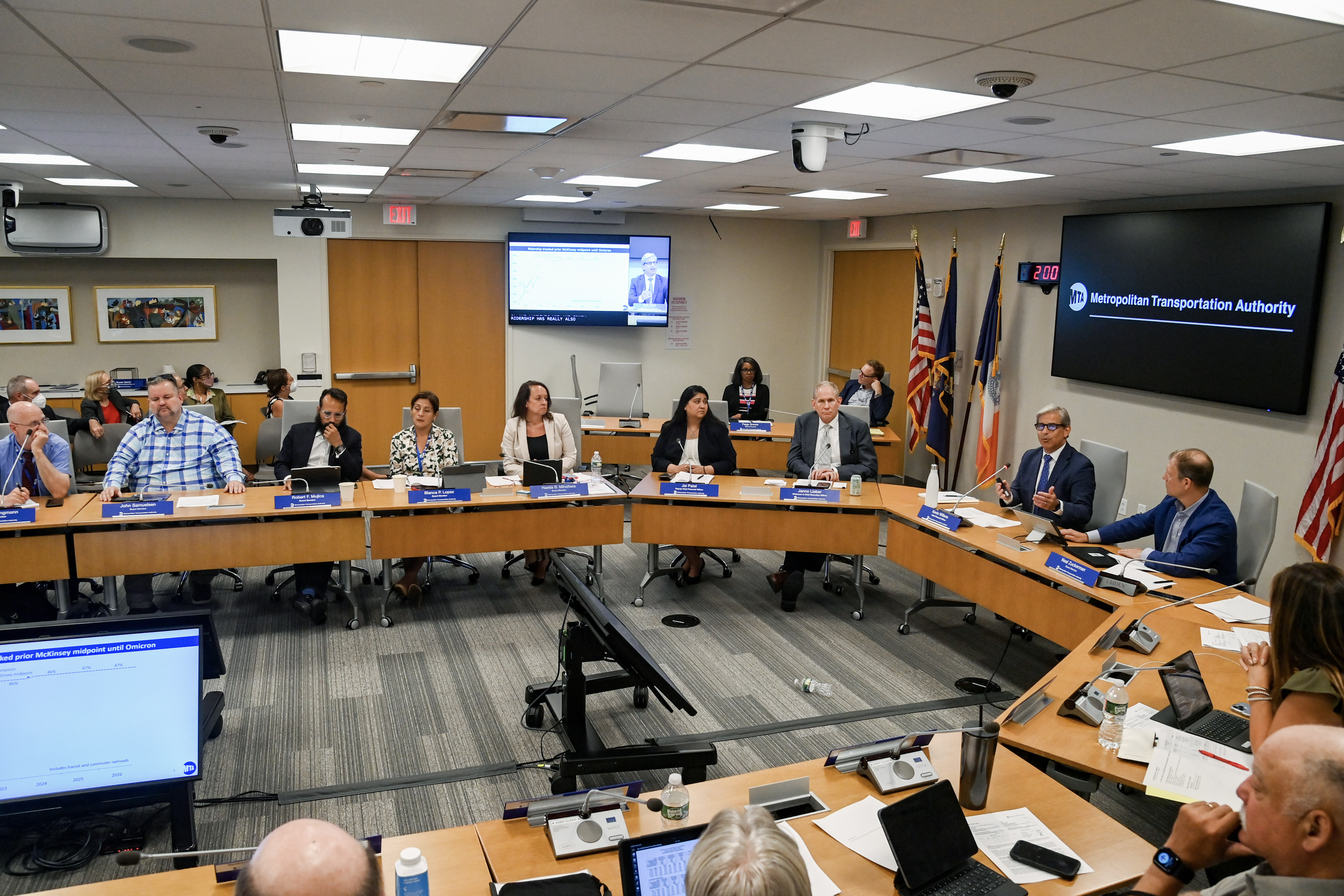
Ban điều hành công ty đang họp bàn về kế hoạch tài chính

Có hai loại "báo cáo viễn cảnh tài chính": dự báo tài chính và dự ước tài chính và cả hai đều liên quan đến khoảng thời gian hiện tại/tương lai. Báo cáo viễn cảnh tài chính là loại báo cáo tài chính theo khoảng thời gian có thể phản ánh tình trạng tài chính hiện tại/tương lai (dự phóng) của một công ty sử dụng ba báo cáo/báo cáo tài chính chính: báo cáo lưu chuyển tiền tệ, báo cáo kết quả hoạt động kinh doanh và bảng cân đối kế toán. "Báo cáo tài chính dự phóng có hai loại gồm dự báo và dự ước. Dự báo dựa trên tình hình tài chính dự kiến của ban quản lý, kết quả hoạt động và dòng tiền. Mặc dù việc sử dụng phổ biến thuật ngữ "kế hoạch tài chính" thường đề cập đến một loạt các bước hoặc mục tiêu chính thức và được xác định, nhưng vẫn có một số nhầm lẫn về mặt kỹ thuật về ý nghĩa thực sự của thuật ngữ "kế hoạch tài chính" trong ngành.
Ngành tài chính kế toán có trách nhiệm và vai trò riêng biệt. Khi các sản phẩm công việc được kết hợp lại sẽ tạo ra một bức tranh hoàn chỉnh, một kế hoạch tài chính tổn quát. Nhà phân tích tài chính nghiên cứu dữ liệu và sự kiện (quy định/tiêu chuẩn) được xử lý, ghi lại và được kế toán viên trình bày. Thông thường, nhân viên tài chính nghiên cứu kết quả dữ liệu - nghĩa là điều gì đã xảy ra hoặc điều gì có thể xảy ra - và đề xuất giải pháp cho sự kém hiệu quả. Các nhà đầu tư và tổ chức tài chính phải nhìn thấy cả vấn đề và giải pháp để đưa ra quyết định sáng suốt. Kế toán viên và nhà hoạch định tài chính đều tham gia vào việc trình bày các vấn đề và giải quyết những vấn đề kém hiệu quả, do đó, kết quả và giải thích đều được đưa ra trong một kế hoạch tài chính. Khi soạn thảo kế hoạch tài chính, công ty nên thiết lập phạm vi lập kế hoạch, đó là khoảng thời gian của kế hoạch, cho dù đó là ngắn hạn (thường là 12 tháng) hay dài hạn (hai đến năm năm). Ngoài ra, các dự án riêng lẻ và đề xuất đầu tư của từng đơn vị hoạt động trong công ty phải được tổng hợp và coi như một dự án lớn, quá trình này được gọi là tổng hợp.

## Cá nhân
Bước sang năm mới là giai đoạn cần lập kế hoạch tài chính cá nhân. Theo các chuyên gia, khi có bản kế hoạch tài chính phù hợp, mỗi người sẽ có cách xử lý tiền bạc hợp lý, chủ động ứng phó với các biến động cuộc sống để đi tới thành công. Các nguyên tắc lưu ý gồm ác định mục tiêu trong ngắn và dài hạn, đánh giá tình hình tài chính của bản thân, xác định khoảng cách giữa hiện tại và mục tiêu, rà soát định kỳ là các bước để lập kế hoạch tài chính cá nhân. Có 4 bước để lập công thức xây dựng kế hoạch tài chính cá nhân, thường cho 5 năm tiếp theo như:
- Xác định mục tiêu tài chính trong ngắn hạn và dài hạn (Biết mình muốn gì)
- Đánh giá tình hình tài chính của bản thân (Biết mình đang ở đâu) trong đó lưu ý loại mục tiêu thu nhập, chi tiêu, đầu tư, bảo hiểm, thừa kế, hưu trí
- Xác định khoảng cách giữa hiện tại và mục tiêu để tìm ra kế hoạch phù hợp để đạt mục tiêu hoặc điều chỉnh mục tiêu (Biết mình cần làm gì và có thể làm gì)
- Thực hiện theo kế hoạch đã đề ra và rà soát định kỳ (Làm và kiểm tra) để điều chỉnh các kế hoạch đã vạch ra nếu như không còn phù hợp với tình hình thực tế.